# ناحیه بوینان
ناحیه بوینان (به عربی: دائرة بوینان) یک ناحیه در الجزایر است که در استان البلیده واقع شده‌است. ناحیه بوینان ۴۶٬۳۷۷ نفر جمعیت دارد.